# 왕자 조
왕자 조(王子 朝, ? ~ 기원전 505년)는 주나라의 비정통 왕(재위: 기원전 519년 ~ 기원전 516년)이다. 주 경왕의 서장자로, 경왕이 죽자 왕이 되려고 동주에 반란을 일으켜 윤읍(尹邑, 하남성 낙녕현)에서 윤씨(尹氏)의 옹립으로 즉위했다. 동주의 영토 서부에서 칭왕했기 때문에 서왕(西王)이라 하며 동부의 경왕(敬王)을 동왕(東王)이라고 한다. 반란을 일으킨지 5년 만에 실패하여 초나라로 달아났고 기원전 505년에 경왕이 보낸 자객에게 피살당했다.

## 생애

### 《춘추좌씨전》의 사적
기원전 527년 6월 9일에 주나라의 왕태자 수(壽)가 죽었다. 가을 8월 22일에 경왕(景王)의 왕후인 목후(穆后, 태자 수의 친모)가 죽었다. 이에 경왕은 왕자 맹(猛)을 태자로 세웠다. 그러나 서장자인 왕자 조가 시간이 흐르면서 경왕의 총애를 받자 경왕은 왕자 조를 태자로 세우려 하였다. 왕자 조의 스승인 대부 빈기(賓起), 여러 왕자들, 소씨(召氏), 모씨(毛氏), 윤씨(尹氏)와 남궁씨(南宮氏)의 일족들 등은 왕자 조를 지지했다. 반면 선씨(單氏), 유씨(劉氏), 공씨(鞏氏), 감씨(甘氏)와 번씨(樊氏)의 일족들 등은 왕자 맹을 지지했다. 특히 유 헌공(劉 獻公) 유지(劉摯)의 서자인 공자 적(狄, 자는 伯蚠)은 주나라의 경사(卿士)인 선 목공(單 穆公) 선기(單旗)를 섬기며 빈기의 사람됨과 왕자 조의 말을 미워해 마침내 죽이려고 하였다.
어느 날 빈기가 교외로 나갔다가 수탉이 제 꼬리를 물어뜯는 것을 보았다. 시종에게 그 연고를 묻자 시종이 "제물의 희생이 될까 두려워하기 때문입니다." 라고 대답했다. 빈기가 도성으로 돌아가 경왕에게 이를 보고하면서 "닭은 대개 사람에 의해 제물로 쓰일까 두려워하는데 이는 사람과 다른 점입니다. 희생은 실로 사람에 의해 제물로 쓰이는 것이니 사람을 희생으로 삼는 것은 매우 어려운 일입니다. 그러나 스스로 희생이 되고자 원한다면 무엇이 해롭겠습니까." 라고 말했다. 경왕이 이 말을 듣고 마침내 왕자 조를 태자로 세울 것을 확정지었다.
기원전 520년 여름 4월에 경왕이 조정의 대신들과 함께 북산(北山, 邙山)에서 사냥했다. 이때 경왕은 왕자 조를 태자로 세우는데 걸림돌이 되는 유 헌공과 선 목공을 잡아 죽이려 했으나 문득 심장병이 생겼다.
4월 18일에 경왕이 끝내 왕실의 대부 영기(榮錡)의 집에서 죽었다. 왕자 맹이 그 뒤를 이으니 그가 도왕이다.
4월 22일에 유 헌공이 죽었다. 그러나 그에게는 적자가 없었으므로 이에 선 목공이 유 헌공의 서자인 공자 적을 세웠다. 그가 유 문공(劉 文公)이다.
5월 4일에 유 문공이 도왕을 조현한 뒤 곧바로 틈을 노려 빈기를 공격해 죽였다. 이어 여러 왕자들과 함께 선 목공 앞에서 결맹했다.
6월 11일에 주나라가 경왕을 장사지냈다. 왕자 조가 옛 관리들 및 백공(百工)으로서 작질(爵秩)을 잃은 사람들과 영왕과 경왕의 족인들, 그리고 자신을 지지하는 세력들을 모두 규합해 난을 일으켰다. 이때 교(郊, 하남성 공현), 요(要, 하남성 신안현), 전(錢)의 갑사들을 이끌고 가 유 문공을 쫓아냈다.
6월 16일에 유 문공이 양(揚, 하남성 언사현 부근)으로 달아났다. 이때 선 목공이 도왕을 장궁(莊宮, 주 왕실의 왕궁)에서 맞이해 자신의 저택으로 돌아갔다. 그러나 왕자 선(還)이 밤에 도왕을 모시고 다시 장궁으로 들어갔다.
6월 17일에 선 목공이 도성을 빠져나가자 왕자 선이 소 장공(召 莊公) 소환(召奐)과 상의하며 "선기(선 목공)를 죽이지 않고서는 승리할 수 없소. 그와 거듭 맹세하면 그는 반드시 찾아올 것이니 그때 제거하도록 합시다. 맹세를 어기고 승리를 거둔 사람이 매우 많소." 라고 말했다. 소 장공이 이를 좇기로 했다. 이때 대부 번 경자(樊 頃子) 번제(樊齊)가 "이는 말이 되지 않는다. 그들은 반드시 이기지 못할 것이다." 라고 말했다.
이때 왕자 선은 도왕을 받들고 선 목공의 뒤를 추격했다. 악령(崿嶺, 하남성 언사현 동남쪽) 땅에 이르러 거듭 맹세한 뒤 함께 돌아왔다. 그리고는 도왕을 궁 밖으로 유인한 죄를 대부 지황(摯荒)에게 뒤집어 씌우고 죽인 뒤 선 목공을 안심시켰다. 이때 유 문공이 봉읍인 유(劉, 하남성 언사현 서남쪽)로 가자 단 목공이 이내 왕자 선의 거짓말을 알아차리고 달아났다.
6월 19일에 선 목공이 평치(平畤, 하남성 낙양시 부근)로 달아났다. 여러 왕자들이 그를 추격하자 선 목공이 드디어 반격해 왕자 선, 고(姑), 발(發), 약(弱), 종(鬷), 연(延), 정(定), 조(稠) 등을 죽였다. 이에 왕자 조가 경(京, 하남성 낙양시 서남쪽)으로 달아났다.
6월 20일에 선 목공이 경을 치자 경의 사람들은 북산으로 달아나고 유 문공은 왕성(王城, 하남성 낙양시 서북쪽)으로 들어갔다.
6월 25일에 주나라 경사 공 간공이 경을 쳤다가 왕자 조에게 대패했다.
6월 29일에 주나라 경사 감 평공(甘 平公) 또한 경을 쳤다가 왕자 조에게 대패했다. 이때 노나라 대부 숙앙(叔鞅)이 경사에서 돌아와 왕실의 난을 고하자 대부 민마보(閔馬父, 閔子馬)가 "왕자 조는 반드시 승리하지 못할 것이다. 그와 친하게 지내는 사람들은 모두 하늘이 버린 사람들이다." 라고 말했다.
이때 선 목공이 진(晉)나라에 급히 이 일을 고하고자 했다.
가을 7월 3일에 도왕이 평치에 이른뒤 곧이어 다시 포거(圃車, 하남성 공현)로 갔다가 황(皇, 하남성 공현 서남쪽)에 머물렀다. 이때 유 문공은 봉읍인 유로 갔다. 그러자 선 목공이 왕자 처(處)를 보내 왕성을 지키게 한 뒤 백공들과 함께 평왕(平王)의 사당에서 맹세했다.
7월 16일에 왕자 조의 무리 중 하나인 심힐(鄩肹)이 선 목공이 머물고 있는 황을 공격하자 선 목공이 이를 크게 이기고 심힐을 포로로 잡았다.
7월 17일에 선 목공이 심힐을 왕성 안의 시장에서 불에 태워 죽였다.
8월 16일에 왕실의 사도(司徒) 추(醜)가 천자의 군사를 이끌고 전성(前城, 하남성 낙양시 동남쪽 30리)에서 교전하다 패하자 백공들이 반기를 들었다.
8월 24일에 백공들이 경사에 있는 선 목공의 공궁을 공격했으나 오히려 패했다.
8월 25일에 선 목공이 백공들에게 반격했다.
8월 26일에 선 목공이 동어(東圉, 하남성 언사현 서남쪽)를 쳤다.
겨울 10월 13일에 진나라 대부 적담과 순력이 구주지융(九州之戎, 육혼 일대에 거주하는 융인)들을 비롯해 초(焦), 하(瑕, 하남성 영보현 동쪽), 온(溫, 하남성 온현 남쪽)과 원(原, 하남성 제원현 서북쪽) 등지의 군사들을 이끌고 가 도왕을 왕성으로 들어가게 했다.
10월 16일에 선 목공과 유 문공이 도왕의 군사들을 이끌고 가 왕자 조의 군사와 교외에서 싸웠으나 패배하였다. 전성의 사람들이 구주지융들을 사(社, 하남성 공현 북쪽)에서 격파했다.
11월 12일에 도왕이 병사했다. 《춘추경(春秋經)》에서 붕(崩)이라 쓰지 않고 졸(卒)이라 쓴것은 아직 즉위하지 않았기 때문이다. 이에 왕자 개가 즉위했다. 그가 바로 경왕(敬王)이다.
11월 16일에 경왕이 즉위했으나 대부 자려(子旅)의 집에 머물렀다.
12월 7일에 진나라 대부 적담, 순력, 가신(賈辛)과 사마독(司馬督, 司馬烏) 등이 군사를 이끌고 와 평음(平陰, 하남성 맹진현 북쪽)과 후씨(侯氏, 하남성 언사현 남쪽), 계천(溪泉, 하남성 낙양시 동남쪽), 사 등지에 나누어 주둔했다. 경왕의 군사가 사(汜, 하남성 공현 동북쪽)와 해(解, 하남성 낙양시 남쪽, 서남쪽), 임인(任人, 하남성 낙양시 부근) 등지에 나누어 주둔했다.
윤 12월에 진나라 대부 기유(箕遺)와 악징(樂徵), 우항궤(右行詭) 등이 군사들에게 낙수(洛水)와 이수(伊水)를 건너 전성을 점거케 한 뒤 군사들을 전성의 동남쪽에 주둔시켰다. 이때 경왕의 군사는 경초(京楚, 하남성 낙양시 부근)에 주둔했다.
12월 29일에 진나라와 경왕의 군사가 경으로 쳐들어가 서남부를 함몰시켰다.
기원전 519년 봄 1월 1일에 경왕과 진나라가 교를 포위했다.
1월 2일에 교와 심(鄩)의 사람들이 궤산했다.
1월 6일에 진나라 군사가 평음, 경왕의 군사는 택읍(澤邑, 하남성 낙양시)에 주둔했다. 이때 경왕이 사람을 진나라 군사에게 보내 상황이 완화되었다고 말하게 했다.
1월 9일에 진나라 군사가 회군했다.
여름 4월 14일에 선 목공이 자(訾, 하남성 공현 서남쪽)를 점령하자 유 문공이 장(牆, 하남성 신안현 동북쪽)과 직(直, 하남성 신안현)을 취하여 두 곳의 사람들을 자신의 관할 하에 두었다.
6월 12일에 왕자 조가 윤읍(尹邑, 하남성 낙녕현)으로 들어갔다. 이때 윤씨가 왕자 조를 왕으로 옹립했다. 왕자 조는 서쪽에 있었기에 서왕(西王)이라 불렸고, 경왕은 동쪽에 있었기에 동왕(東王)이라 불렸다.
6월 13일에 윤 문공(尹 文公) 윤어(尹圉)가 유 문공의 일족 중 한 명인 대부 유타(劉佗)를 유인해 죽였다.
6월 16일에 선 목공이 산길을 따라 내려가자 유 문공은 미리 윤읍으로 들어가는 도로를 따라 내려가 윤읍을 치려고 했다. 선 목공이 먼저 이르렀다가 패주하자 유 문공이 곧 회군했다.
6월 19일에 소 장공과 남궁극(南宮極)이 성주(成周)의 군사를 이끌고 가 윤읍을 지켰다.
6월 20일에 선 목공, 유 문공과 번 경자가 경왕을 모시고 유 문공의 영지인 유로 들어갔다.
6월 24일에 서왕이 왕성에 들어가 좌항(左巷)에 머물렀다.
가을 7월 9일에 대부 심힐의 아들 대부 심라(鄩羅)가 왕자 조를 장궁으로 들어가게 했다. 대부 윤신(尹辛)이 유 문공의 군사를 당(唐, 하남성 낙양시 동쪽)에서 격파했다.
7월 17일에 윤신이 또 다시 유 문공의 군사를 심에서 깨뜨렸다.
7월 25일에 윤신이 서위(西闈, 하남성 낙양시)를 점령했다.
7월 27일에 윤신이 괴(蒯, 하남성 낙양시 서북쪽)로 진공하자 괴의 사람들이 궤산했다. 다시 경왕의 상황이 심각해졌다.
8월 27일에 남궁극이 지진으로 인해 집에 깔려 압사했다. 이에 대부 장홍(萇弘)이 유 문공에게 이같이 말했다.
"그대가 노력해야 그대의 부친(유 헌공)이 심혈을 기울였던 일이 가히 성공할 수 있을 것입니다. 서주가 멸망할 때 3천(三川, 涇水•渭水•洛水) 일대에서 지진이 일어났습니다. 이제 서왕의 대신인 남궁극이 지진으로 죽은 것은 하늘이 그를 버렸기 때문입니다. 동왕이 틀림없이 대승을 거둘 수 있을 것 입니다."
기원전 518년 봄 1월 5일에 소 장공의 아들 소 간공(召 簡公) 소영(召盈)과 남궁극의 아들 남궁은(南宮嚚)이 감 평공의 아들 감 환공(甘 桓公)을 데리고 서왕을 진현했다. 여기서 감씨가 경왕을 배반했다. 이에 유 문공이 대부 장홍에게 "감씨(감 환공) 또한 갔소." 라고 말했다.
그러자 장홍이 "무슨 해가 되겠습니까, 동덕(同德)은 의와 합치하는 데에 있는 것입니다. 《서경》〈태서〉에 이르기를, '은주(殷紂)는 수많은 천하 백성을 거느렸지만 덕으로부터 멀어졌다. 나에게는 치세의 현신이 10명이 있으니 동심동덕(同心同德)이다.'라고 했습니다. 이것이 주 왕조가 흥기한 까닭입니다. 그대는 덕 닦기에 힘쓸 뿐 사람이 없는 것을 근심해서는 안 됩니다." 라고 말했다.
1월 22일에 서왕이 오(鄔, 하남성 언사현 남쪽)로 들어갔다.
6월 8일에 서왕의 군사가 하와 행읍(杏邑, 하남성 우현 북쪽)을 치자 두 성읍이 무너졌다.
겨울 10월 11일에 서왕이 성주의 전래 보물인 규옥(珪玉)을 황하에 던지고 하신에게 복을 빌었다.
10월 12일에 어떤 사공이 황하 강변에서 규옥을 얻었다. 이때 대부 음불녕(陰不佞)이 온의 사람들을 이끌고 남쪽으로 내려와 서왕을 공격하면서 규옥을 얻은 사공을 잡아 규옥을 빼앗았다. 음불녕이 장차 이를 팔려하자 규옥이 갑자기 돌로 변했다. 후에 왕실이 안정된 뒤 음불녕이 이를 경왕에게 바치자 다시 규옥으로 변했다. 그러자 경왕이 음불녕에게 동자(東訾, 하남성 공현 동쪽)를 주었다.
기원전 517년 10월 15일에 윤 문공이 공(鞏, 하남성 공현)에서 낙수를 건너 동자를 불태웠으나 이기지는 못했다.
기원전 516년 4월에 선 목공이 진나라로 가 위급을 고하며 구원병을 청했다.
5월 5일에 유 문공의 군사가 왕성을 점거하고 있는 서왕의 군사를 시씨(尸氏, 하남성 언사현 서쪽)에서 격파했다.
5월 15일에 왕성의 군사가 유 문공의 군사와 시곡(施谷, 하남성 낙양시 동쪽)에서 교전했다. 이 싸움에서 유 문공의 군사가 대패했다.
7월 17일에 유 문공이 경왕을 모시고 나갔다.
7월 18일에 경왕이 거(渠, 하남성 낙양시)에 머물렀다. 왕성을 차지한 서왕의 군사들이 유를 불태웠다.
7월 24일에 경왕이 저씨(褚氏, 하남성 낙양시 동쪽)에 머물렀다.
7월 25일에 경왕이 환곡(雈谷)에 머물렀다.
7월 28일에 경왕이 서미(胥靡, 하남성 언사현 동쪽)로 들어갔다.
7월 29일에 경왕이 활(滑, 하남성 언사현 남쪽)에 머물렀다. 이때 진나라 대부 순력과 조앙(趙鞅)이 군사를 이끌고 가서 경왕을 맞이했다. 이들은 대부 여관(女寬, 汝寬)을 시켜 관새(關塞, 하남성 낙양시 남쪽의 용문)를 지키게 했다.
겨울 10월 16일에 경왕이 활 땅에서 기병했다.
10월 21일에 경왕이 교에 있다가 곧바로 시(尸)로 옮겨가 머물렀다.
11월 11일에 진나라 군사가 서왕이 머물고 있는 공을 공략했다. 이때 소 간공이 서왕이 이룬 것이 없음을 알고 그를 축출했다. 그러자 서왕, 소씨(召氏) 일족과 모백(毛伯) 모득(毛得)을 비롯해 대부 윤고(尹固)와 남궁은 등이 주나라의 전적(典籍)을 가지고 초나라로 달아났다. 이때 윤고가 반쯤 달아나다가 왕실로 돌아왔다. 이때 어떤 여인이 성주의 교외에서 그를 만나 "국내에 있을 때에는 사람들을 종용해 화란을 일으키고 국외로 달아나서는 며칠도 채 안 돼 돌아오니 이런 사람이 어찌 3년을 넘길수 있겠는가." 라고 꾸짖었다.
대부 음기(陰忌)는 거읍(莒邑)으로 달아나 저항을 계속했다. 소 간공이 시에서 경왕을 맞이하고 유 문공 및 선 목공과 결맹했다. 이어 어택(圉澤, 하남성 낙양시 동쪽)에 주둔하면서 제상(堤上)에 진을 쳤다.
11월 23일에 경왕이 성주로 들어갔다.
11월 24일에 양왕의 사당에서 맹세했다. 진나라 군사는 대부 성공반(成公般)을 보내 주나라를 수위케 한 뒤 돌아갔다.
12월 4일에 경왕이 장궁으로 들어갔다. 이때 서왕이 사람을 제후들에게 보내 이같이 고했다.
"옛날 무왕은 은나라에 승리했고, 성왕은 천하 사방을 안정시켰으며, 강왕은 천하의 백성을 편히 쉬게 했소. 그들은 모두 동모제(同母弟)들을 제후로 봉해 왕실의 번병(藩屛)으로 삼았소. 이어 말하기를, '나는 문왕과 무왕이 세운 공을 홀로 이을 수 없고, 또한 후손이 미혹하여 정사에 실패하고 나라가 뒤집혀 위난에 빠질 때 어떻게 구해야 하는지도 고려해야만 하오.'라고 했소. 이왕 때 이르러 왕의 몸에 악질(惡疾)이 들었소. 이에 제후들 중 사자를 산천에 보내 왕의 쾌유를 빌지 않은 자가 없었소. 여왕 때에 이르러 왕의 마음이 비뚤고 포학하여 만민이 이를 견디지 못하고 왕을 체(彘, 산서성 곽현)로 내보냈소. 이때 제후들은 각자 자신들의 직무를 미뤄둔 채 왕실의 정사에 참여했소. 제후들은 선왕이 성장하여 천하사를 알게 된 후에야 비로소 그에게 천자의 자리를 내주었소. 유왕 때에 이르러 하늘이 주 왕조를 보우하지 않고 왕은 우매한 데다 도리를 좇지 않아 왕위를 잃게 되었소. 휴왕이 천명을 촉범하자 제후들이 그를 버리고 후계자를 세운 뒤 겹욕(郟鄏, 왕성이 있는 하남성 낙양시 서쪽)으로 천도했소. 이는 왕실과 형제지간인 제후들이 왕실을 위해 진력했기 때문에 가능했던 것이오. 혜왕 때에 이르러 다시 하늘이 왕실을 편안케 만들지 않았소. 이에 왕자 퇴(頹)에게 화란을 일으킬 마음을 갖게 하고 또 태숙 대(太叔 帶)에게도 그같이 하여 혜왕과 양왕이 화란을 피하기 위해 도성을 버리고 유랑해야만 했소. 이때 진나라와 정나라가 불충한 자들을 모두 몰아내고 왕실을 안정시켰소. 이는 왕실과 형제지간인 제후들이 선왕의 명을 잘 따랐기 때문에 가능했던 것이오. 정왕 6년에 진(秦)나라 사람이 요망한 말을 퍼뜨려 이르기를, '주 왕조에 수염이 많은 천자가 출현하리니 자신의 직분을 완수할 것이다. 제후들이 복종시켜 나라를 향유하리니 두 왕(영왕과 경왕)에 걸쳐 자시의 직분을 봉행할 것이다. 그러나 왕실의 왕위를 넘보는 자가 있으니 제후들은 왕실을 위해 이를 도모하지 않아 화란을 당할 것이다.'라고 했소. 영왕 대에 이르러 왕은 태어나면서부터 수염이 있었소. 또 영왕은 매우 신기(神奇)하고 총명하여 제후들에게 원망을 사지 않았소. 영왕과 경왕은 모두 선시선종(善始善終)했소. 그런데 지금 왕실이 혼란해 선기(선 목공)와 유적(유 문공)이 천하를 어지럽혀 시종 도리에 어긋나는 짓만 하고 있소. 이들은 이르기를, '선왕이 즉위할 때 무슨 상규(常規)가 있었단 말인가. 오직 내가 마음속으로 옹립하고자 하면 옹립하는 것이니 누가 감히 나를 책할 것인가.'라고 하고 있소. 그들은 불선한 무리를 이끌고 왕실에서 혼란을 조성하고 있소. 그들은 난잡한 짓을 하려는 욕심이 한없이 크고, 획책하고 구하는 것에 절제가 없고, 줄곧 신령들을 모독하고, 함부로 형법을 버리고, 맹약을 어기고 훼손하며, 위의를 멸시하고, 선왕을 무함하며 멸시하고 있소. 그런데 진(晉)나라는 무도하게도 그들을 찬조하여 그들이 끝없는 욕심을 부리도록 방종하고 있소. 이에 불곡은 이리저리 유랑한 끝에 지금 형만(荊蠻) 땅에 몸을 숨긴 채 돌아가 쉴 거처도 없는 처지가 되었소. 만일 나의 일부 형제생구(兄弟生舅, 제후들을 지칭)가 나서서 내가 천법(天法)을 좇는 것을 도와주고 교활한 자들을 돕지 않으면 선왕의 명을 따를 것이오. 신속한 천벌을 면할 생각으로 불곡을 위해 우려를 제거하고 속마음을 모두 밝히고 선왕의 법도를 언급한 것이오. 그러니 제후들은 실로 이를 깊이 헤아려 주기 바라오. 옛날 선왕의 명에 이르기를, '왕후에게 적자가 없으면 서자 중에서 연장자를 택한다. 나이가 같으면 덕행이 있는 자로 하고, 덕행이 같으면 점복에 따른다.'라고 했소. 천자의 자리에는 편애하는 자를 세울 수 없고, 공경은 사심이 없어야 하오. 이것이 전래의 법도요. 목후와 태자 수가 일찍 세상을 떠나고 선자(單子, 선 목공)와 유자(劉子, 유 문공)는 사사로이 어린 사람을 옹립해 선왕의 법도를 위배했소. 청컨대 백중숙계(伯仲叔季, 서왕의 입장에서 제후들을 총체적으로 지칭한 말)는 이를 헤아려 주기 바라오."
노나라 대부 민마보가 이 말을 전해 듣고 "문사(文辭, 아름답게 꾸민 말)는 예를 행하기 위한 것이다. 서왕은 천자의 명을 촉범하고, 진나라와 같은 대국을 멀리하고, 일심으로 천자의 자리에 오르고자 했다. 무례하기가 이미 극에 달했는데 문사가 무슨 소용이 있겠는가." 라고 말했다.
기원전 513년 3월 13일에 경왕이 낙읍에서 소 간공, 윤고와 원백(原伯) 원노(原魯)의 아들을 죽였다.
여름 5월 25일에 왕자 조차(趙車)가 연(鄻)으로 들어가 반기를 들었다. 왕자 조거는 서왕의 무리 중 하나였으나 소 간공이 서왕을 배반하고 경왕을 맞이할 때 소 간공을 따랐는데 경왕이 소 간공 등을 죽이자 마침내 다시 반기를 든 것이다. 그러자 대부 음불녕이 그를 격파했다.
기원전 505년 봄에 경왕이 오나라가 초나라를 크게 격파한 틈을 타 주나라의 성주(成周) 사람들을 시켜 초나라에서 서왕을 암살했다.

#### 사후
기원전 504년에 대부 담편(儋翩)이 서왕을 추종했던 무리를 이끌고 정나라에 의지해 성주에서 반기를 들려고 했다. 정나라가 이 틈을 이용해 왕실의 영토인 빙(馮, 하남성 낙양시 부근), 활, 서미, 부서(負黍, 하남성 등봉현 서남쪽), 호인(狐人, 하남성 임영현)과 궐외(闕外, 하남성 이천현 북쪽) 등을 쳤다.
6월에 진나라 대부 염몰(閻沒)이 성주를 수비하면서 서미에 성을 쌓았다.
겨울 12월에 경왕이 담편이 일으킨 난을 피하기 위해 고유(姑蕕)에 머물렀다.
기원전 503년 봄 2월에 왕실의 대부 담편이 의률(儀栗)로 들어가 반기를 들었다.
여름 4월 선 무공(單 武公, 선 목공의 아들)과 유 환공(劉 桓公, 유 문공의 아들)이 궁곡(窮谷)에서 윤씨(尹氏)를 깨뜨렸다.
겨울 11월 23일에 선 무공과 유 환공이 경왕을 대부 경씨(慶氏)의 집에서 영접했다. 이때 진나라 대부 적진(籍秦)이 경왕을 호송했다.
12월 5일에 경왕이 왕성으로 들어가 왕족인 대부 당씨(黨氏)의 집에 거처했다. 얼마 후 장궁으로 들어가 조배(朝拜)를 받았다.
기원전 502년 3월 26일에 왕실의 경사 선 무공이 곡성(谷城, 하남성 낙양시 동북쪽)으로 진공했고 유 환공이 의률(儀栗)을 쳤다.
3월 28일에 선 무공이 간성(簡城, 왕성 부근)을 쳤고 유 환공이 우(盂, 하남성 심양현 서북쪽)를 쳤다.

### 《사기》〈주본기〉의 사적
기원전 527년에 왕후가 낳은 태자가 총명했으나 일찍 죽었다.
기원전 525년에 경왕은 왕자 조를 총애해 태자로 세우려고 했다. 그런 때에 경왕이 붕어하자 왕자 개의 무리가 왕자 조와 왕위를 놓고 다투었다. 백성들은 경왕의 맏아들인 왕자 맹을 왕으로 세웠으나 왕자 조가 왕자 맹을 공격하여 죽였으므로 왕자 맹을 도왕(悼王)이라고 했다. 진(晉)나라가 왕자 조를 공격하고 왕자 개를 옹립하니 이가 경왕(敬王)이다.
기원전 519년에 진나라가 경왕을 입국시키려고 했으나 왕자 조가 스스로 왕위에 서는 바람에 경왕은 들어가지 못하고 택(澤)에 머물렀다.
기원전 516년에 진나라가 제후들을 이끌고 경왕을 입국시키니 왕자 조는 신하로 물러났다. 제후들이 주나라에 성을 쌓아주었다.
기원전 504년에 왕자 조의 무리가 다시 난을 일으키자 경왕은 진나라로 달아났다.
기원전 503년에 진 정공(晉 定公)이 마침내 경왕을 주나라로 들어가게 했다.